# Aimée
Aimée je ženské křestní jméno. Podle českého kalendáře slaví jmeniny 24. ledna (Milena).[zdroj⁠?!]
Jméno má francouzský původ, které znamená milovaná. Je to ze starofrancouzského slova amede a z latinského slova amata. Jméno může být též ze začínajících francouzského slova Ami[zdroj?], která znamená kamarádka.

## Známé nositelky
- Aimée Beekman, estonská spisovatelka
- Aimee Bender, americká spisovatelka povídek
- Aimee Garcia americká herečka
- Aimee Mann, americká rocková kytaristka a písničkářka
- Aimee Mullinsová, americká atletka
- Aimee Nezhukumatathil, asijsko-americká básnířka
- Aimee Osbourne, dcera Ozzyho Osbourna
- Aimee Phan, americká spisovatelka
- Aimee Semple McPherson, kanadská evangelička a nálezce Foursquare Church
- Aimee Teegarden, americká herečka
- Aimée Ann Duffy, britská zpěvačka

## Příjmení
- Anouk Aimée, francouzská filmová herečka
- Janique Aimée, fiktivní postava z velmi populárního francouzského TV seriálu ze 60. let